# Quang Thọ (ca sĩ)
Quang Thọ (tên đầy đủ là Nguyễn Quang Thọ, sinh ngày 3 tháng 12 năm 1948, quê ở Quảng Ninh), là một ca sĩ giọng baritone và giảng viên thanh nhạc người Việt Nam. Ông được nhà nước Việt Nam phong tặng danh hiệu Nghệ sĩ nhân dân.

## Thân thế
Quang Thọ chào đời vào ngày 3 tháng 12 năm 1948. Ông sinh ra ở Hạ Long, Quảng Ninh trong một gia đình đông con. Ông nội Quang Thọ đến từ Kim Động, Hưng Yên ra Hòn Gai lập nghiệp. Bố Quang Thọ là thợ điện của nhà máy cơ khí Cẩm Phả.
Năm lên 4 tuổi, gia đình ông chuyển đến sống tại Cẩm Phả. Sau khi vừa học hết lớp 8 (hệ 10 năm), gia đình khuyên ông nên nghỉ học để đi làm, gánh vác bố mẹ nuôi các em. Thời đi học, vì điều kiện kinh tế gia đình khó khăn nên không thể đưa đi khám để chẩn đoán bệnh nên Quang Thọ cố chịu đựng và vẫn đến trường học bình thường cùng các bạn, đến khi sức đề kháng của cơ thể trở nên yếu, ông bị ngất xỉu. Gia đình đưa đến bệnh viện thì bác sĩ kết luận ông bị xuất huyết dạ dày. Là anh cả trong nhà, Quang Thọ buộc phải tạm gác lại việc học, xin việc tại phòng Cơ điện của Mỏ than Cọc Sáu. Ông phải khai trước 2 tuổi để đủ điều kiện làm công nhân mỏ than. 17 tuổi ông bắt đầu là ca sĩ bán chuyên nghiệp.

## Sự nghiệp
Vùng mỏ thời chiến tranh Việt Nam gặp nhiều khó khăn, thiếu thốn. Trải nghiệm làm việc tại đây giúp ông thể hiện thành công nhiều ca khúc về đề tài người thợ mỏ,   Quang Thọ cho biết năm 1964, khi ông đang biểu diễn, hai chiếc máy bay của Đế quốc Mỹ bị bắn hạ. Khi đó ông biểu diễn cùng một số nghệ sĩ ở một đồi pháo thì bất ngờ có tiếng còi báo động vang lên. Đó là lần đầu tiên, Không Quân Mỹ xuất hiện ở miền Bắc Việt Nam. Mọi người nhanh chóng nhảy xuống giao thông hào. Quang Thọ ngoái đầu nhìn phía trong rừng thì thấy một chiếc máy bay sà xuống ngay trên đầu, rồi lao xuống vịnh Bái Tử Long. Với công việc là thợ mỏ, ông thừa nhận không chính thức là người thợ lò nhưng đã từng chui vào những cái lò chỉ đủ chỗ 2 đến 3 người chui lọt vào để hát.
Đầu năm 1971, khi đang là công nhân bậc bốn, ông bỏ nghề và rời Quảng Ninh, để đi dọc dãy Trường Sơn. Ông gia nhập đoàn văn nghệ xung kích vùng mỏ. Quang Thọ mang theo đàn guitar biểu diễn phục vụ chiến sĩ Việt Cộng đóng quân ở miền Nam, thậm chí là sang cả Lào và Campuchia. Sau 2 năm hoạt động văn nghệ tích cực, ông được cử đi đào tạo tại Trường Âm nhạc Việt Nam (nay là Học viện Âm nhạc Quốc gia Việt Nam). Người thầy thanh nhạc đầu tiên của Quang Thọ là Lô Thanh, lúc đó là một giảng viên vừa đi học ở Trung Quốc về.
Sau khi tốt nghiệp, Quang Thọ trở thành nghệ sĩ đơn ca của Nhà hát Ca múa Nhạc Việt Nam. Tại đoàn Ca múa nhạc Việt Nam, nghệ sĩ này đã lưu diễn ở nhiều quốc gia trên thế giới. Ông cũng đã biểu diễn ở hầu hết các nước cộng hòa thuộc Liên Xô với khả năng hát tiếng Nga tốt. Tuy vậy ông đều không có cơ hội đến Ý dù đã có dự định sang đó 3 lần. Năm 1983, Quang Thọ tham gia đoàn Ca nhạc nhẹ biểu diễn ở Thái Bình. Ông suýt chết khi mảng nóc sân khấu tôn xi măng đổ sụp.
Năm 2002, Quang Thọ cho biết sẽ tham gia đóng vai chính trong vở nhạc kịch nổi tiếng của Mozart Don Giovanni. Quang Thọ còn có niềm say mê viết. Ông đã viết kịch bản phim Âm vang lá đỏ. Năm 2008, nghệ sĩ đánh dấu sự nghiệp 40 năm ca hát của mình bằng album "Quang Thọ - 40 năm ca hát".
Năm 2012, Quang Thọ gặp tai nạn trong khi biểu diễn ở Côn Đảo. Ông cho biết sau khi biểu diễn xong tiết mục của mình tại sân khấu ngoài trời thì bị bước hụt, ngã xuống sàn xi măng nhưng lấy tay đỡ khiến cổ tay gãy, mặt bị xước. Ngay sau đó, ông phải chụp X quang rồi bó bột. Ông còn phải nẹp 3 đinh vít vì gãy xương quai. Sự cố đã khiến ông phải dừng chuyến biểu diễn ở Lào và nhờ Trọng Tấn biểu diễn hộ. Ngày 14 tháng 10 năm 2013, Quang Thọ đã tổ chức một đêm nhạc đặc biệt trên chính quê hương của mình đánh dấu những năm tháng hoạt động nghệ thuật của ông, đồng thời cũng chính là sự tri ân mà ông dành tặng Quảng Ninh nhân dịp Kỷ niệm 50 năm thành lập tỉnh. Năm 2018, Quang Thọ làm live show âm nhạc đầu tiên ở tuổi 70 tại Cung Văn hóa Hữu nghị cùng với các học trò mang tên "Hãy về với anh". Năm 2019, trong khuôn khổ Hội nghị thượng đỉnh Triều Tiên – Hoa Kỳ tại Hà Nội, Quang Thọ hát Bài ca trung thành, là ca khúc mà ông đã đoạt cúp Vàng tại Liên hoan nghệ thuật quốc tế Mùa xuân Bình Nhưỡng năm 1989.
Ở tuổi 70, ông vẫn liên tục tham gia biểu diễn ở khắp các tỉnh từ Quảng Ninh, Hà Nội đến Hưng Yên. Sau cơn tai biến năm 2020 ông tiếp tục tỏ ra bận rộn với sự nghiệp ca hát và dạy hát của mình.

### Bạn diễn
Ông cho biết bạn diễn tâm đắc nhất của ông là Nghệ sĩ nhân dân Lê Dung. Năm 1994, ông và Lê Dung thực hiện chương trình "Một thời và mãi mãi", là một trong những live show đầu tiên tại Việt Nam và mùa đông năm đó được biểu diễn tại Paris. Đêm diễn cuối  cùng mà họ biểu diễn chung là năm 1999. Khi Lê Dung bị tai biến, vợ Quang Thọ đã đưa bà vào viện. Ông bày tỏ sự tiếc nuối và xót thương khi Lê Dung qua đời năm 2001.
Nhân kỷ niệm 50 năm Hội Nhạc sĩ Việt Nam thành lập, tổ chức này đã giới thiệu một đĩa nhạc gồm hai giọng hát của họ qua một chương trình được thu trực tiếp, đã được gửi tới các thành viên trong hội. Đây là đêm diễn chung cuối cùng của hai người. Báo Công an nhân dân nhận xét "Hai nghệ sĩ vùng mỏ này đã đồng hành suốt nhiều thập kỷ, tạo nên những dấu ấn mãi mãi với thời gian..."

### Sự nghiệp giảng dạy
Năm 1987, Quang Thọ trở thành giảng viên khoa Thanh nhạc của Nhạc viện Hà Nội, đồng thời đảm nhiệm chức trưởng khoa từ năm 2000 đến năm 2008. Quang Thọ là thầy của một số nghệ sĩ đáng chú ý như Đăng Dương, Việt Hoàn, Tùng Dương, Khánh Linh... Năm 2007, ông mở trung tâm đào tạo âm nhạc Quang Thọ và dạy hát cho những người từ 5 tuổi, thậm chí ngoài 60 tuổi. Một nữ ca sĩ đã bày tỏ Quang Thọ là người thầy đầu tiên của cô và giúp cho cô có được sự nghiệp theo con đường âm nhạc chuyên nghiệp.

## Giải thưởng
Lần đầu, Quang Thọ giành được tấm huy chương Vàng trong cuộc đời ca hát tại Hội diễn Ca, Múa, Nhạc chuyên nghiệp toàn quốc lần thứ nhất được tổ chức năm 1980 tại Hà Nội. Sau đó, ông giành được huy chương Vàng trong các hội diễn toàn quốc nhiều năm, giải thưởng lớn trong các cuộc thi quốc tế như giải Nhất cuộc thi Tiếng hát Sinh viên Thế giới tại Đức, giải thưởng Liên hoan Ca nhạc tại Mông Cổ. Năm 1993, ông được Nhà nước Việt Nam phong tặng danh hiệu nghệ sĩ ưu tú. Ở tuổi 53, ông được phong tặng danh hiệu Nghệ sĩ Nhân dân.

## Nhận định
Theo báo điện tử của Đảng Cộng sản Việt Nam, Quang Thọ là một trong số ít ca sĩ thế hệ đầu của thanh nhạc Việt Nam trưởng thành từ phong trào âm nhạc quần chúng. Theo đó, tiếng hát của được nhận xét là "ghi dấu trong lòng đông đảo công chúng"  nhờ vào "sự đổi thay cung bậc cảm xúc trong tiếng hát của ông" mà khán giả "phần nào cảm nhận được". Ông cũng được coi là một trong những "giọng ca hàng đầu" của dòng nhạc cổ điển, là nguồn gốc của thính phòng cổ điển tại quốc gia này.
Theo một tờ báo ghi nhận, Quang Thọ sở hữu giọng baritone có tính chất "dày, ấm". Tên tuổi của Quang Thọ gắn liền với hàng loạt tác phẩm nổi tiếng với công chúng Việt Nam như Trường ca Sông Lô (Văn Cao), Hướng về Hà Nội (Hoàng Dương), Tôi là người thợ lò (Hoàng Vân), Tình ca (Hoàng Việt)...

## Quan điểm nghệ thuật
Đứng trước thực trạng loạn danh xưng giữa những người hoạt động nghệ thuật tại showbiz Việt Nam, Quang Thọ bày tỏ ca sĩ dù được đào tạo bài bản đâu hay tự học thì "cũng phải nghiêm túc", đồng thời nhấn mạnh những ca sĩ "nổi lên nhờ công nghệ lăng xê, nếu là ảo thì chỉ được một thời nhất định, là thật thì sẽ sống mãi".
Trước quan điểm là một nhà giáo, ông bày tỏ trách nhiệm của những thế hệ đi trước như ông là hướng cho các học sinh hiểu và biết những gì mà dân tộc Việt, đất nước Việt Nam ta đã trải qua, để giúp học sinh "cảm nhận và thể hiện các tác phẩm được sâu lắng hơn."

## Đời tư
Quang Thọ kết hôn với Ngọc Thanh, một diễn viên múa của Câu lạc bộ Thành đoàn vào năm 1985. Hiện nay Quang Thọ và vợ đang sống ở Hà Nội.
Cuộc hôn nhân của Quang Thọ và vợ có hai người con trai tên là Nguyễn Quang Tú và Nguyễn Quang Tùng đều làm trong ngành nghệ thuật, hiện cả hai người con trai đều đã lập gia đình. Họ đều tốt nghiệp Học viện Âm nhạc Quốc gia Việt Nam, trong đó Quang Tú, con trai đầu lòng (sinh năm 1985), đã hoàn thành bậc học thạc sĩ năm 2017. Từ năm 2010 đến nay anh còn được biết đến với vai trò thành viên nhóm Dòng Thời Gian. Quang Tùng, con trai thứ hai (sinh năm 1987), đã tốt nghiệp chuyên ngành guitar hệ đại học năm 2012. Ngày 7 tháng 5 năm 2015, nhân kỷ niệm 30 năm ngày cưới của mình, Quang Thọ và vợ quyết định tổ chức đám cưới đôi cho 2 con trai và trở thành một chương trình biểu diễn nghệ thuật với nhiều ca sĩ nổi tiếng tham gia.

### Sức khoẻ
Quang Thọ từng được chẩn đoán phát hiện bạch cầu lên cao khi thử máu theo định kỳ. Tại bệnh viện Việt Đức, đã có chỉ định mổ để nạo u tiền liệt tuyến. Tuy vậy sau khi nghiên cứu kỹ hồ sơ bệnh án, các bác sĩ quyết định điều trị nội khoa bằng thuốc đặc trị của Pháp. Sau một tháng rưỡi uống thuốc, khối u chỉ còn 1/3 trọng lượng so với trước và các chỉ số khác đã về vị trí an toàn.
Hơn 1 tháng trước ngày sinh nhật tuổi 72, Quang Thọ bất ngờ gặp tai biến nhưng đã may mắn khỏi bệnh sau 33 ngày nằm trên giường bệnh. Ông chia sẻ, cơn tai biến này không chạm vào trí nhớ và dây thanh đới nên không ảnh hưởng đến giọng hát.